# Max Imdahl
Max Imdahl

Link zum Bild

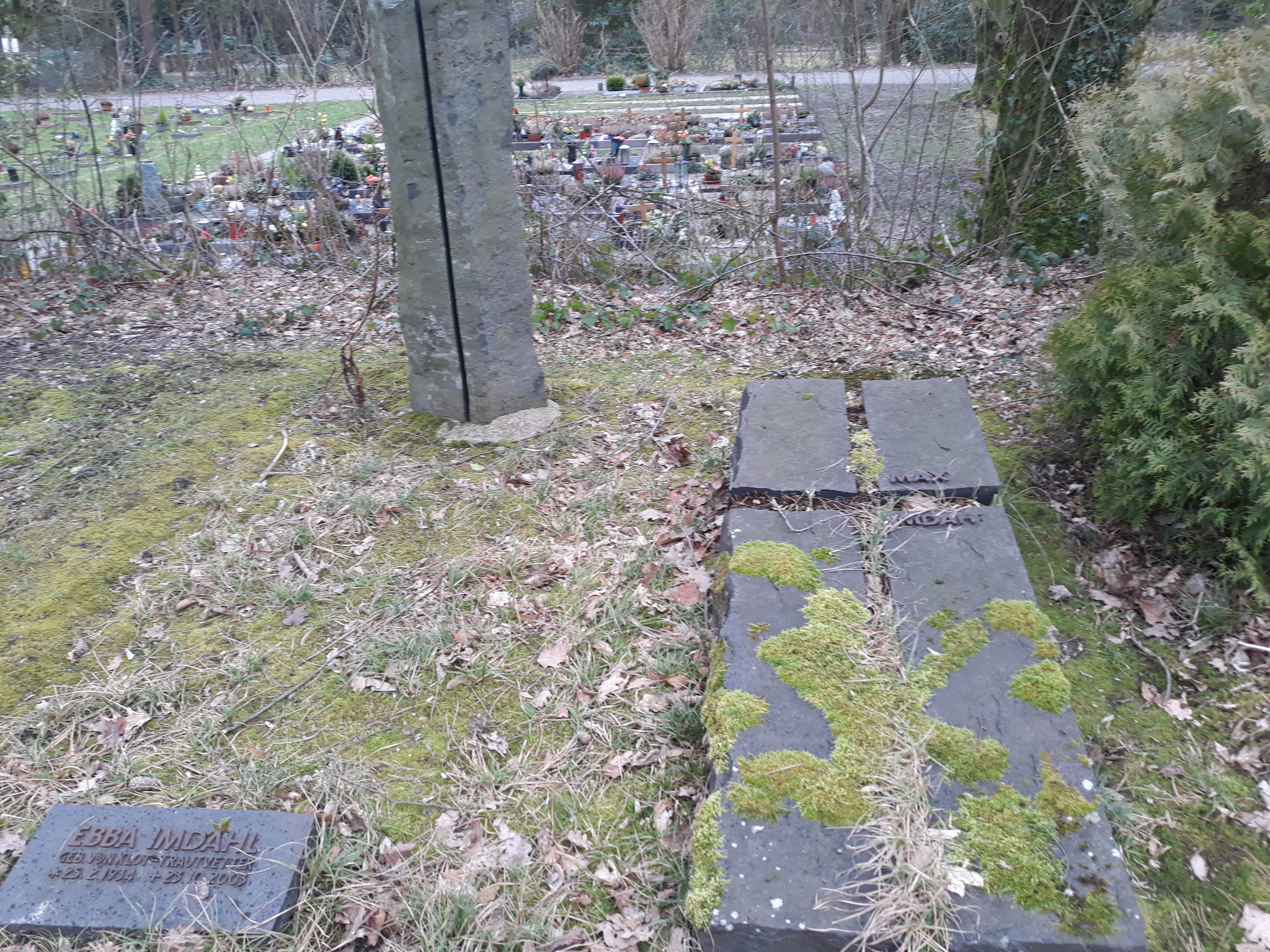
Das Grab von Max Imdahl und seiner Ehefrau Ebba geborene von Klopp-Trautvetter auf dem Friedhof Querenburg in Bochum. (Foto: 2020)

Max Imdahl (* 6. September 1925 in Aachen; † 11. Oktober 1988 in Bochum) war ein deutscher Kunsthistoriker und Hochschullehrer, der sich besonders der Interpretation der Kunst der Moderne und der Reflexion der Methoden kunsthistorischer Forschung widmete.

## Leben und Wirken
Max Imdahl war der Sohn des Bankdirektors Hermann Peter Josef Imdahl (1876–1953) und der Emilie (Niny), geborene Krabbel (1889–1969), Schwester der Frauenrechtlerin Gerta Krabbel und des Chirurgen Max Krabbel. Max Imdahls Bruder war der 1922 in Aachen geborene Chirurg und Chefarzt Hermann Imdahl.
Er besuchte das Kaiser-Karls-Gymnasium in Aachen und studierte nach dem Kriegsdienst an der Universität Münster, wo er 1951 zum Dr. phil. promoviert wurde und sich 1960 für Kunstgeschichte habilitierte. Im selben Jahr begann er seine Lehrtätigkeit an der Universität Münster. Ab 1961 war er Diätendozent, ab 1964 Wissenschaftlicher Rat und Professor. 1965 wurde er in Bochum ordentlicher Professor.
Imdahl verstand sich anfangs vor allem als Künstler und fand mit einem frühen Bild (Schmerzensmann) auch einige öffentliche Anerkennung (Blevin-Davis-Preis). Er wandte sich dann jedoch fast ganz der Kunstgeschichte zu. Erst in seinen letzten Lebensjahren hat er wieder intensiver gemalt. Er lehrte von 1965 bis zu seinem Tod 1988 Kunstgeschichte als erster Lehrstuhlinhaber für Kunstgeschichte an der neugegründeten Ruhr-Universität Bochum und war dort zugleich auch Leiter der modernen Abteilung der Kunstsammlungen. Zu seinen Schwerpunkten in Forschung und Lehre zählten die mittelalterliche Ottonik, die Malerei Giottos, die Malerei des niederländischen Barock und der französischen Klassik und die Kunstentwicklung seit dem späten 19. Jahrhundert. Besonders interessierte Imdahl die theoretische Debatte über die künstlerischen Gestaltungsmittel Farbe und Linie von den Diskursen an den frühneuzeitlichen Akademien bis ins frühe 20. Jahrhundert. Als einer der ersten Universitätslehrer in Deutschland hat Imdahl mit Nachdruck die neuere und neueste Kunst als selbstverständliche Gegenstandsbereiche der Kunstgeschichte vertreten.
Max Imdahl stand kunstgeschichtlichen Methoden, die nach seiner Auffassung die Besonderheiten des einzelnen Kunstwerks vernachlässigten, kritisch gegenüber. Seine Lehre und seine Schriften zeichnen sich durch intensive Bildanalysen in einem beschreibenden und deutenden Nachvollzug einzelner Werke aus. Seiner Methode bildgerechter Interpretation gab er den Namen Ikonik. Erst in der Uneinholbarkeit des Kunstwerkes durch die Sprache werde dessen genuin bildgestifteter Sinn erfahrbar. Entsprechend zeigen seine Texte ausgeprägte Begriffsreflexion und sprachliche Sorgfalt. Im eigenen Fach wurde Imdahl noch bis Anfang der 1980er Jahre als Außenseiter gesehen. Traditionalisten werteten seinen methodischen Ansatz als Angriff auf die Methoden der Stil- und Formgeschichte sowie der Ikonografie und Ikonologie. Jüngere Kunsthistoriker, die nach 1968 marxistische und sozialgeschichtliche Fragestellungen in das Fach einbrachten, warfen seinen Bildanalysen zuweilen mangelndes historisches Bewusstsein vor und kritisierten seine Vorliebe für die Konkrete (gegenstandsfreie) Kunst westlicher Provenienz. Unterstützung für seine Überlegungen fand Imdahl bei Philosophen, katholischen Theologen und in der Forschergruppe „Poetik und Hermeneutik“, der er selbst angehörte.
Er war 1966 bis 1968 Mitglied des documenta-Rates zur 4. documenta im Jahr 1968 in Kassel. Zudem war er Wissenschaftlicher Beirat der Universität Bielefeld.
Wegen Imdahls fachlicher Ausrichtung und weil Bochum damals eines der wenigen durchgängig mit der Moderne befassten Universitätsinstitute war, sind zahlreiche seiner Schüler mit entsprechenden Schwerpunkten im kuratorischen Bereich tätig geworden und haben mit ihrer Arbeit die Museumslandschaft in Nordrhein-Westfalen geprägt.
An Imdahl erinnert die „Situation Kunst – für Max Imdahl“ am Park von Haus Weitmar in Bochum als Teil der Universitätskunstsammlungen; dort ist auch der schriftliche Nachlass archiviert. Ein Max-Imdahl-Stipendium für Kunstvermittlung wird seit 1993 durch die Nordrhein-Westfalen-Stiftung vergeben.
Zum 1. Januar 2011 richtete die Ruhr-Universität Bochum zu Ehren von Imdahl eine neue, nach ihm benannte Gastprofessur ein. Sie wurde für ein Jahr mit der Theologin Margot Käßmann besetzt. Im Wintersemester 2019/2020 übernahm Altbundespräsident Joachim Gauck diese Professur.
Zuletzt lebte er in Bochum-Querenburg. Imdahls Sohn ist der Kunstkritiker und Hochschullehrer Georg Imdahl.

## Veröffentlichungen (Auswahl)
- E. W. Nay – Akkord in Rot und Blau. 1962.
- Kunstgeschichtliche Exkurse zu Charles Perraults Paralléle des Anciens et des Modernes […]. 1964.
- Robert Delaunay. 1967.
- Probleme der Optical Art. 1967.
- Picassos Guernica : eine Kunst-Monographie, Frankfurt am Main : Insel-Verlag 1985
- Giotto. Arenafresken. Ikonographie, Ikonologie, Ikonik. München 1988.
- Gesammelte Schriften. 3 Bände. Frankfurt am Main 1996
  - Band 1: Angeli Janhsen-Vukicevic (Hrsg.): Zur Kunst der Moderne.
  - Band 2: Gundolf Winter (Hrsg.): Zur Kunst der Tradition.
  - Band 3: Gottfried Boehm (Hrsg.): Reflexion – Theorie – Methode.
- Kunst als Ereignis: Ausgewählte Schriften (suhrkamp taschenbuch wissenschaft), Berlin 2025.